# 夏碱湖
夏碱湖（藏語：ཤ་རྫན་མཚོ།，威利转写：sha rdzan mtsho，THL：Shadzen Tso）位于中国西藏自治区阿里地区改则县境内，地处改则县西北部，湖面海拔4975米，湖长6.8公里，最大宽3.5公里，平均宽1.2公里，面积8.2平方公里。